# Coenraad van Beuningen

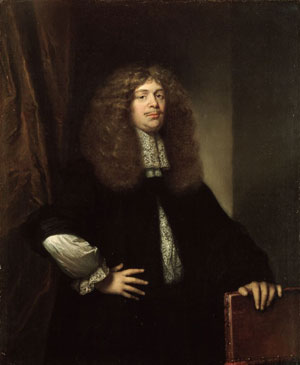
Coenraad van Beuningen, gemalt durch Caspar Netscher (1673)

Coenraad van Beuningen (* 1622 in Amsterdam; † 26. Oktober 1693 ebenda) war ein holländischer Diplomat, Politiker und Amsterdamer Regent des ausgehenden Goldenen Zeitalters. Van Beuningen war während der Ersten Statthalterlosen Periode ein politischer Unterstützer Johan de Witts und nach dem Rampjaar 1672 von Wilhelm III. von Oranien-Nassau gewesen.

## Biografie
Coenraad entstammte dem Patriziergeschlecht Van Beuningen. Seine Eltern waren der Korngroßhändler Dirk van Beuningen (1588–1648) und Catharina Burgh. Coenraads Großeltern waren die Amsterdamer Bürgermeister Geurt van Beuningen und Albert Burgh. Nach dem Rechtsstudium an der Universität Leiden kam er nach Paris um bei Hugo Grotius schwedischer Gesandtschaftssekretär zu werden. Im Jahre 1643 erhielt er das Amt des Amsterdamer Stadtsekretärs. 1651 wurde er Pensionär von Amsterdam. Im darauffolgenden Jahr leitete Van Beuningen eine diplomatische Mission nach Schweden und Dänemark, hiernach vertrat er die niederländische Republik in Großbritannien und Frankreich. In dieser Zeit galt Van Beuningen nebst Hieronymus van Beverningh als erfolgreichster Diplomat der Republik. Im Jahre 1656 entsandte ihn Cornelis de Graeff nach Kopenhagen um die verbündeten Dänen für einen Kampf gegen Schweden zu gewinnen. 1660 kam er als Schepen in die Regierung der Stadt. Im selben Jahr war Van Beuningen nebst Johan Huydecoper van Maarsseveen, Cornelis van Vlooswijck und Pieter de Groot Amsterdams Gesandter zu König Karl II. um ihn in Den Haag zu seiner erneuten Thronbesteigung zu beglückwünschen. Im Jahre 1668 wurde er Mitglied in der Amsterdamer Vroedschap. Ein Jahr später wurde Van Beuningen zum regierenden Bürgermeister gewählt, wessen Ernennung bis ins Jahre 1684 noch fünf weitere folgten.
Nach dem Mord an seinem Freund Johan de Witt im Rampjaar 1672 wurde Van Beuningen als dessen Nachfolger nominiert. Da er dieses Amt aber nicht annahm, wurde Gaspar Fagel zum neuen Ratspensionär ernannt. Nach dem Rampjaar unterstützte er politisch den neuen Statthalter Wilhelm III. von Oranien-Nassau. 1674 unterhandelte Van Beuningen im Namen der Republik beim Frieden von Westminster. Hiernach näherte er sich außenpolitisch mit dem Ziel Frieden mit Frankreich zu schließen an Ludwig XIV. an. Innenpolitisch stand er nach dem Tod von Gillis Valckenier und Henrick Hooft als Leiter der Amsterdamer Regenten und als Gegner Wilhelm III. dar. In den Jahren 1680/1681 war er niederländischer Gesandter in Großbritannien. 1681 erfolgte Van Beuningens seine Ernennung zu einem der Leiter über die Niederländische Ostindien-Kompanie. Im Dezember 1682 wurde er als Mitglied (Fellow) in die Royal Society aufgenommen.
Im Jahre 1686 verheiratete sich Van Beuningen mit Jacoba Victoria Bartolotti van den Heuvel. Er galt zeitlebens als manisch-depressiv. Am Ende seines Lebens verlor er sein Kapital, als er sich mit Anteilen der Niederländischen Ostindien-Kompanie verspekulierte. Van Beuningen wurde in der Amsterdamer Oude Kerk begraben.